# Ernst Lambeck
Ernst Lambeck (właśc. Ernst Georg Maximilian Lambeck, ur. 12 listopada 1814 w Górsku, zm. 9 czerwca 1892 w Toruniu) – toruński księgarz, drukarz i wydawca pochodzenia niemieckiego.

## Życiorys
Urodził się 12 listopada 1814 w Górsku w pobliżu Torunia. Jego rodzicami byli Fryderyk (z zawodu pastor) oraz Henrietta z d. von Randahl. Początkowo uczył się w szkole elementarnej w Górsku, następnie kontynuował naukę w Gimnazjum Akademickim w Toruniu. Po zdaniu matury rozpoczął studia wyższe na Uniwersytecie w Erlangen. Przerwał studia, by poświęcić się księgarstwu, którego uczył się w Norymberdze, Wiedniu i Brnie przez trzy lata. Za namową starszego brata – pastora, zamieszkał na stałe w Toruniu.
W 1840 roku założył w Toruniu księgarnię z wypożyczalnią polskich książek. W 1842 roku kupił drukarnię W.T. Lohdego. W 1845 roku kupił drukarnię Rady miasta Torunia. Wkrótce uruchomił przy niej zakład litograficzny. W tym samym roku przejął toruński tygodnik Thorner Wochenblatt. Jesienią 1867 roku tytuł przekształcił w dziennik Thorner Zeitung. Obok sprzedaży książek i gazet zajmował się również produkcją druków akcydensowych i litografii.
W 1842 roku został członkiem Rady Miejskiej. W latach 1872–1892 był członkiem sejmiku powiatu prowincjonalnego i pruskiej Izby Panów.
W 1858 roku w drukarni Lambecka ukazało się pierwsze samodzielne i nieocenzurowane wydanie Pana Tadeusza Adama Mickiewicza na ziemiach polskich. Wydanie to (z datą 1859) ukazało się bez porozumienia ze spadkobiercami poety. Kolejne wydania Pana Tadeusza ukazały się w latach 1865 i 1878.
Ponadto Lambeck wydawał również: prace naukowe niemieckiego towarzystwa naukowego Coppernicus-Verein für Wissenschaft und Kunst, De revolutionibus orbium coelestium Mikołaja Kopernika w języku łacińskim i niemieckim, podręczniki do nauki języków, literaturę ludową i dziecięcą, Kalendarz ewangelicko-polski dla Mazur, Śląska i dla Kaszub, czasopisma i kalendarze w języku niemieckim, literaturę religijną w języku niemieckim i polskim, zarówno dla ewangelików, jak i dla katolików, książki kucharskie, lekarskie, senniki, śpiewniki, mapy.
W 1868 roku wydał pracę pt. Geschichte der Rathsbuchdruckerei von Thorn, poświęconą historii drukarstwa w Toruniu.
Opowiadał się za równouprawnieniem Polaków w państwie niemieckim. W 1882 roku został oskarżony o krytykę wymuszania emigracji Polaków z ziem pruskich na łamach Toruńskiego Kalendarza Katolicko-Polskiego. Podczas procesu sądowego zarzucił władzom pruskim prześladowanie ludności polskiej, a zwłaszcza pozbawienie jej nauki języka polskiego. Proces sądowy zakończył się uniewinnieniem Lambecka.
W 1890 roku uzyskał tytuł Honorowego obywatela Torunia.
Jego żoną była Antonina z d. Engelmann. Para miała pięcioro dzieci, ojca przeżyli tylko dwaj synowie: Walter i Max. Obaj również zajmowali się księgarstwem. Ernst Lambeck zmarł 9 czerwca 1892 w Toruniu. Jego drukarnię przejął syn Max.
W 1992 roku ukazała się biografia Lambecka autorstwa Janiny Huppenthal.